# 拡張IPA
もともとの国際音声記号（IPA: International Phonetic Alphabet）はあらゆる言語の音声を文字であらわすために定めた記号だが、この拡張IPA（Extensions to the International Phonetic Alphabet）は言語障害の発音分析を行うために新たに定められた。したがって実際には言語の音素として使われていないものも多い。略称はExtIPA。

## 拡張IPAの字母
|   | 名称                   | 特徴 |
| - | ---------------------- | --- |
| ʩ | 口蓋帆咽頭摩擦音       | 口唇口蓋裂患者が発音するといわれる |
| ʪ | 無声側面摩擦舌もつれ音 | |
| ʫ | 有声側面摩擦舌もつれ音 | |
| ꞎ | 無声そり舌側面摩擦音   | |
| 𝼅 | 有声そり舌側面摩擦音   | |
| 𝼆 | 無声軟口蓋側面摩擦音   | |
| 𝼄 | 無声硬口蓋側面摩擦音   | |
| ʬ | 両唇衝突音・両唇打楽音 | 唇を勢いよく合わせたときに出る音 |
| ʭ | 歯ぎしり音・両歯打楽音 | 歯ぎしりまたは歯を合わせた時に出る音 |
| ¡ | 下顎体衝突音           | 歯茎吸着音を発音時に勢いよく舌を動かし、下顎体に打ち付けて調音。 |
| ʞ | 舌背軟口蓋音           | この記号はIPAではかつて軟口蓋音の吸着音として定義されていた記号であったが、そのような音は調音不可能という結論によって1979年に一旦廃止され、2008年に拡張IPAの舌背軟口蓋音として復活したものである。 |
| ꞯ | 無声上咽頭破裂音       | 咽頭子音は咽頭(上咽頭)と喉頭蓋(下咽頭)で分けられる。その上咽頭である。 |
| 𝼂 | 有声上咽頭破裂音       | ꞯの有声音である。 |

## 吸気音
下向きの矢印「↓」を文字の後ろにつけると吸気音を表すことができる。

## パーカッシブ音
パーカッションのような特殊な音を出すことができ、両唇衝突音、歯ぎしり音、下顎体衝突音がある。
サンダウェ語では歯茎吸着音を発音するときに下顎体衝突音が出ることがある。